# 全米人文科学基金
全米人文科学基金（ぜんべいじんぶんかがくききん、英: The National Endowment for the Humanities、NEH）は1965年の芸術と人文科学法（Arts and the Humanities Act、公法: 89-209）における国立の基金により設立されたアメリカ合衆国の独立連邦組織である。この組織は、人文科学における研究、教育、保護、公的な計画のために設立された。全米人文科学基金は、ワシントンDCのペンシルベニア通り1100番地の旧郵便局内にある。日本語では、国立人文学基金（こくりつじぶんがくききん）と訳される場合もある。

## 概要
ウェブサイトによると「人文科学の計画に対する全米で最大の基金」である。4つのエリア（文化的資産、教育、研究、公的な計画）における人文科学の計画への高い質の補助金の提供を行っている。
全米人文科学基金の補助金は主に文化的な機関（博物館、文書館、図書館、大学、公共テレビ放送、ラジオ局など）や、個々の学者に提供される。アメリカ合衆国における個人、非営利的な会社、57の人文科学の協議会のネットワークの支援を元にしている。毎年夏に、アメリカ中の卒業していない生徒を教育訓練部門から管理部門へ、様々な部門の実習生として集め、それぞれの実習生は基金の事務員に指導され、フルタイムの10週間の仕事と俸給を得る。
基金は書記長により管理されており、アメリカ合衆国大統領により任命され、アメリカ合衆国議会により承認され、4年間の期限がある。書記長へのアドバイスは全米人文科学会議 (National Council on the Humanities) により行われ、この会議は大統領により任命され、議会で承認された26人の優秀な民間人で構成されている。この会議のメンバーは6年の任期がある。
1995年、アメリカ合衆国政府はNEAと公共放送教会 (CPB) と一緒にこの基金を廃止する計画を立てていた。
前代の書記長はブルース・コール博士であり、2001年に候補となり承認された、そして2005年に再選された。
現在の書記長は、ジム・リーチであり、2009年に就任した。

## 書記長
- バーナビー・キィニー、全米人文科学委員会書記長、1963年 -
- ヘンリー・アレン・モエ、暫定的書記長、1965年 - 1966年
- バーナビィ・ケネイ、1966年 - 1970年
- ウォレス・エッジャートン、書記長代理、1970年 - 1971年
- ロナルド・ベルマン、1971年 - 1977年
- ロバート・キングストン、書記長代理、1977年
- ジョセフ・ダフェイ、1977年 - 1981年
- ウィリアム・J・ベネット、1981年 - 1985年
- ジョン・アグレスト、書記長代理、1985年
- リーネ・チェニー、1986年 - 1993年
- ジェリー・L・マーティン、書記長代理、1993年
- ドナルド・ギブソン、書記長代理、1993年
- シェルドン・ハックネイ、1993年 - 1997年
- ブルース・A・レーマン、書記長代理、1997年
- ウィリアム・R・フェリス、1997年 - 2001年
- ブルース・コール、2001年 - 2009年
- キャロル・M・ワトソン、書記長代理、2009年
- ジム・リーチ、2009年 - 現在

## "We the People" の開始
We the Peopleの開始の一部として、重要な計画と文章を作成。アメリカ合衆国の歴史に関する特定のイベントやテーマを調査する計画を支援するための教育、研究、理解を推進、強化し、アメリカを定義する基本的な知識を深めることを目的としている。